# 查尔斯·卡米莱里
查尔斯·卡米莱里（1931年9月7日—2009年1月3日），马耳他作曲家。其作品受马耳他民间音乐的影响，并大量采用亚非音乐元素，营造出独特的音乐效果，被誉为马耳他古典音乐的象征。